# Threnia carbonaria
Threnia carbonaria là một loài ruồi trong họ Asilidae. Threnia carbonaria được Wiedemann miêu tả năm 1828. Loài này phân bố ở vùng Tân nhiệt đới.